# Тихий (доплив Уга)
Тихий — струмок в Словаччині (витоки) й Україні, у Великоберезнянському районі Закарпатської області. Права притока Уга (басейн Дунаю).

## Опис
Довжина струмка приблизно 3,9 км.

## Розташування
Бере початок на північному сході від Новоселіці. Тече переважно на південний схід і у Стужиці впадає у річку Уг, праву притоку Ужа.